# 일본 개인정보보호위원회

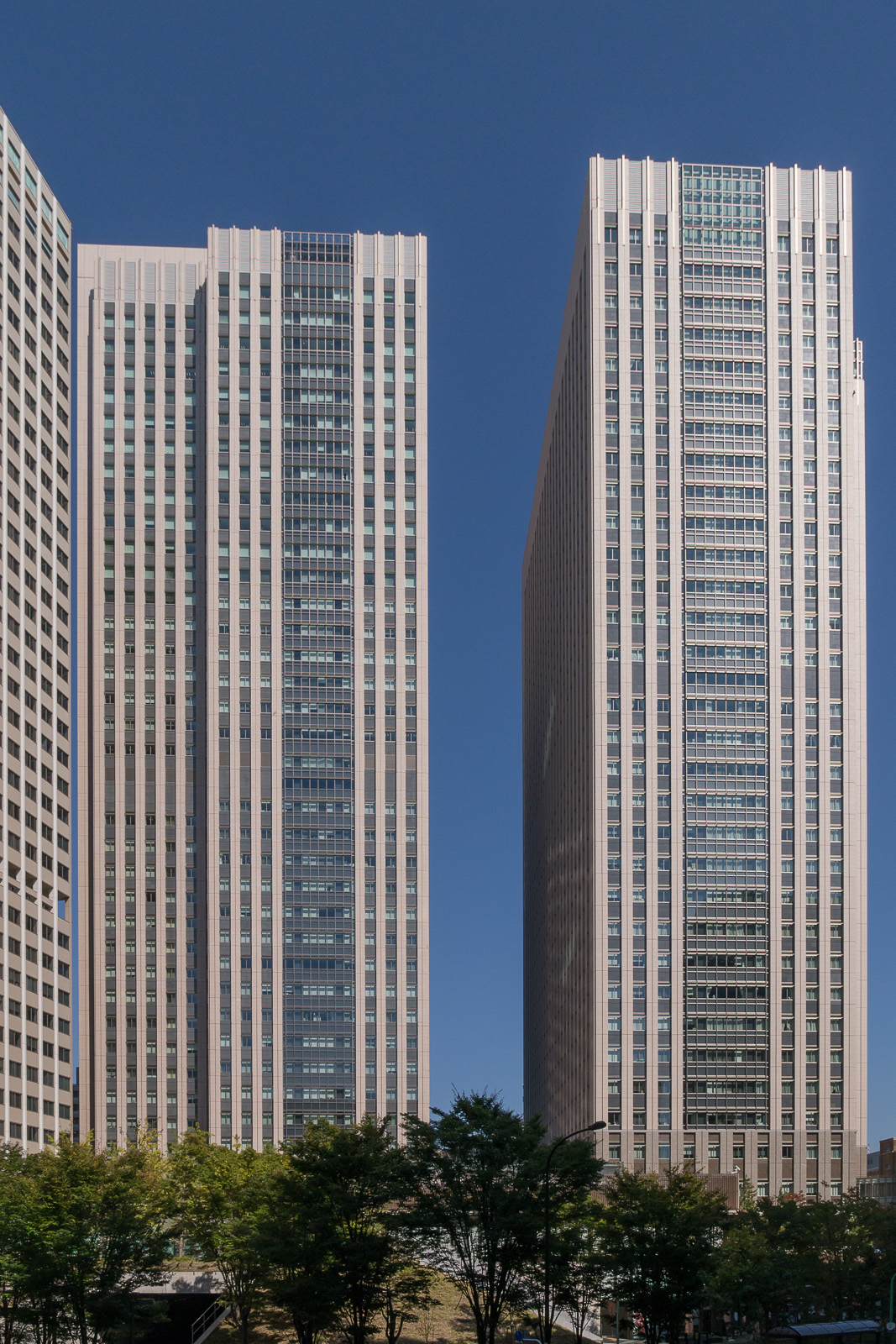
개인정보 보호위원회 청사

개인정보보호위원회(個人情報 保護委員會, Personal Information Protection Commission, 약칭: PPC)는 개인정보 보호에 관한 사항을 심의·의결하는 내각총리대신 관할에 일본의 중앙행정기관이다. 2014년 1월에 발족하였으며, 2016년 1월 1일부터 개칭하였다.

## 역사
- 2014년 1월 1일 특정개인정보보호위원회 설립
- 2016년 1월 1일 개인정보보호위원회 개칭

## 역대 위원장
- 1대 : 호리베 마사오 : 2014년 1월 1일 ~ 2018년 12월 31일 (전직 히토쓰바시 대학 명예교수)
- 2대 : 시마다 미나코 : 2019년 1월 1일 ~ 2019년 9월 30일 (전직 카오 이사)
- 3대 : 단노 미에코 : 2019년 9월 1일 ~ 현재 (전직 국민생활센터 이사)